# Kreuzberg (Viktoriapark)

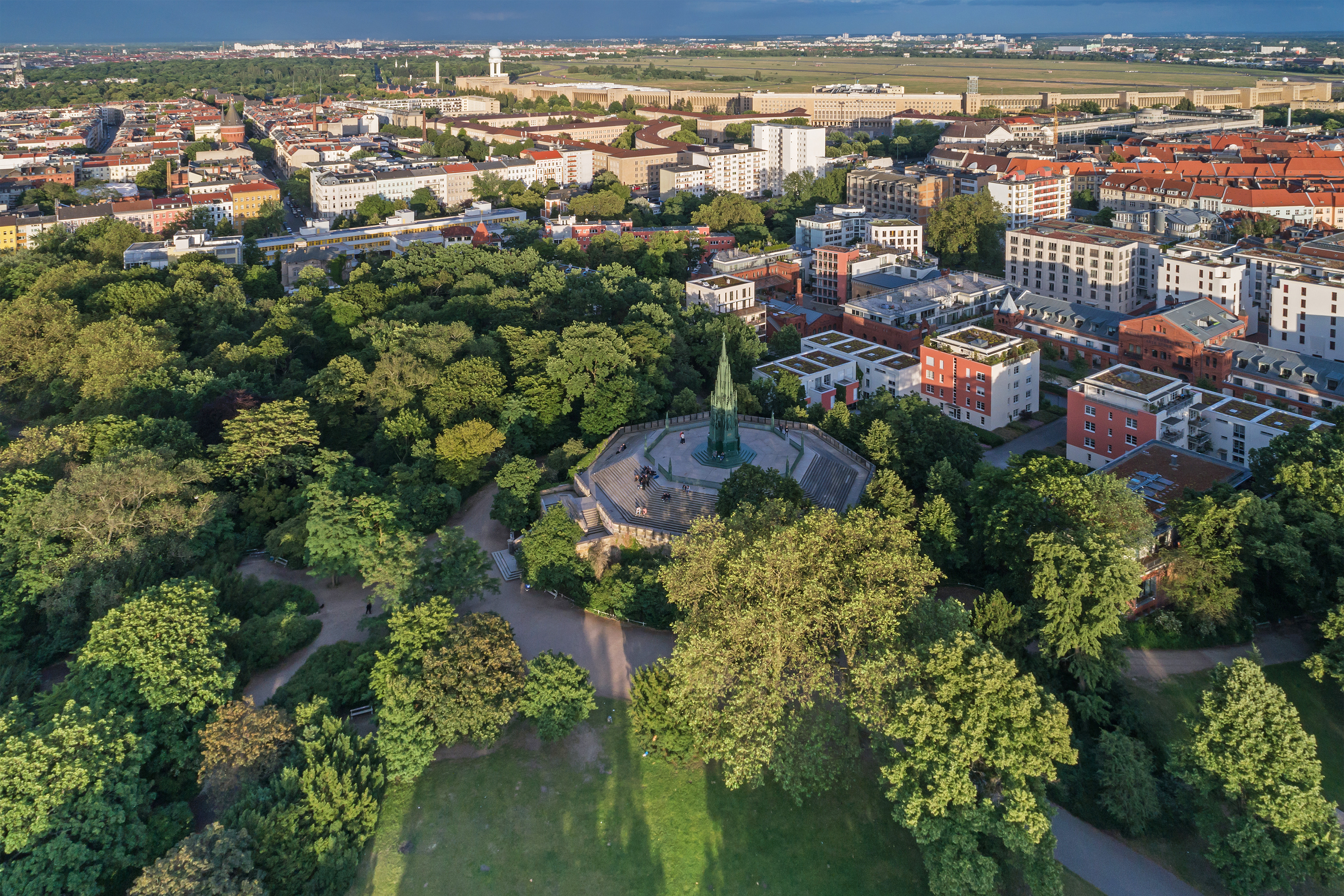
Kreuzberg

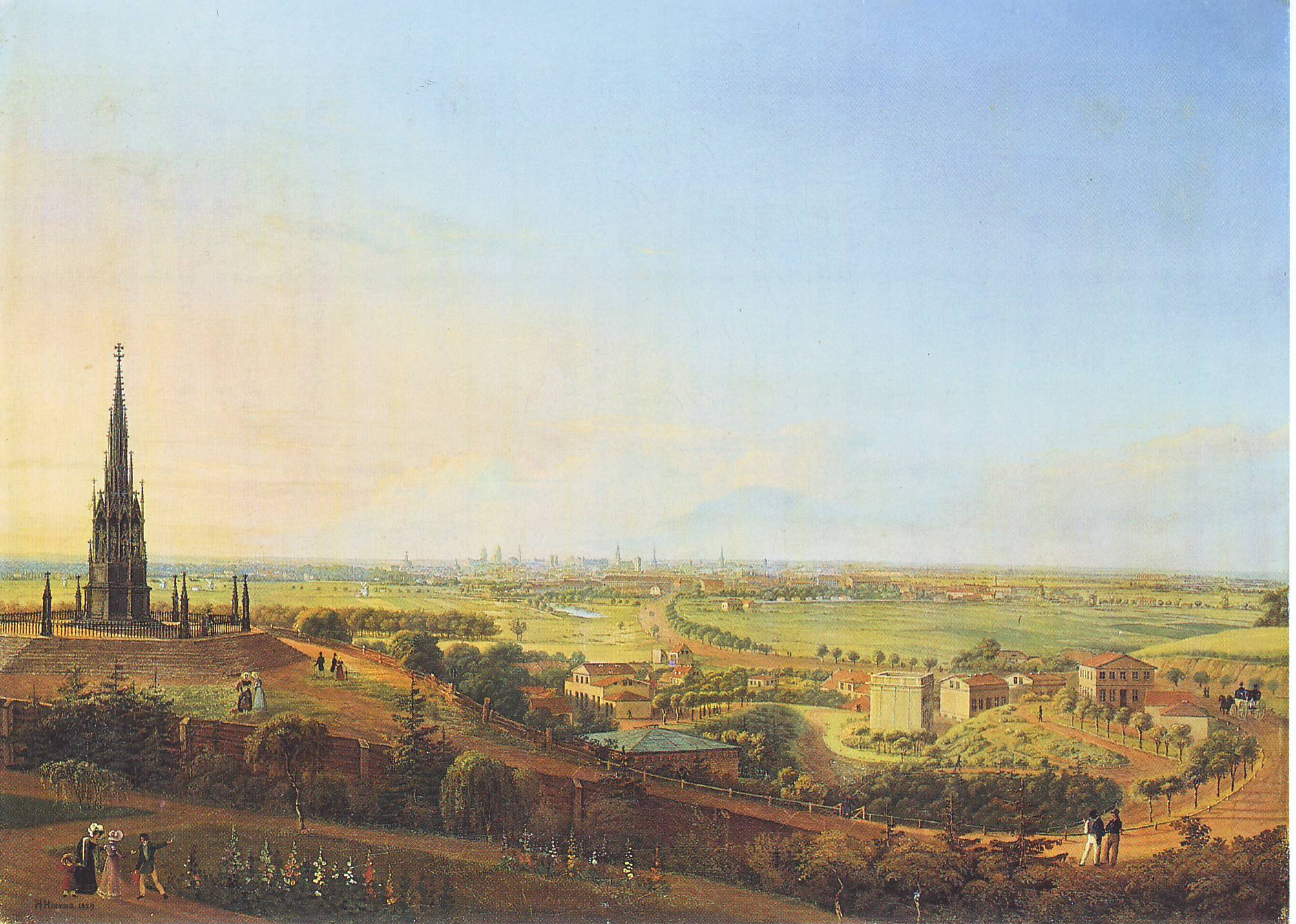
Blick vom Kreuzberg, dipinto di Johann Heinrich Hintze, 1829

Kreuzberg (Monte della Croce, in tedesco) è una collina di 66 metri s.l.m. situata a Berlino, nell'omonimo quartiere (Ortsteil) di Kreuzberg, afferente al distretto (Bezirk) Friedrichshain-Kreuzberg. È stata chiamata così dal Re Federico Guglielmo III di Prussia nel 1820, quando sulla sua sommità venne costruito il Monumento Nazionale Prussiano che porta sulla sua cima una grande Croce di Ferro.

## Storia
Il primo documento a menzionare Kreuzberg è un atto di donazione del 1290. Storicamente è stato chiamato Sandberg (monte di sabbia), Runder Weinberg (colle delle vigne), Tempelhofer Berg e la corruzione Templower Berg (entrambi "monte di Tempelhof"), Götzens Berg (1798) o Götzescher Berg (1818; entrambi monte di Götze), Kreutzberg (1822, 1834) e Kreuzberg (1856). Dal 1850 la collina è stata soprannominata anche Monte Cruce o Monte Croce.
Nel punto più alto dell'altura Re Federico Guglielmo III di Prussia pose il 19 settembre 1818 la prima pietra del Nationaldenkmal (Monumento Nazionale) per le vittorie nelle guerre napoleoniche. Lo Zar Alessandro I partecipò alla cerimonia. L'inaugurazione del monumento si è svolta il 30 marzo 1821, anniversario della presa di Montmartre. Fu in quella occasione che la collina assunse il nome che porta ancora oggi. Il monumento è costruito in ghisa ed è stato realizzato dalla Reale Fonderia di Prussia (KPEG) e progettato da Karl Friedrich Schinkel. L'obelisco piramidale costruito in stile neogotico è coronato da una croce di ferro, da cui è derivato il nome Kreuzberg. Secondo altre fonti, il nome risale alla pianta cruciforme del monumento. Nelle dodici nicchie ci sono dodici statue che simboleggiano tramite forma, gioielli e accessori, le guerre di liberazione. I quattro elementi principali dell'obelisco mostrano le battaglie di Großgörschen, la battaglia di Lipsia, Parigi e la Battaglia di Waterloo. Nel 1878-1879, sotto il Kaiser Guglielmo I il monumento, alto quasi 20 metri e pesante 200 tonnellate, venne sollevato idraulicamente su un basamento alto otto metri, perché il crescente sviluppo delle periferie di Tempelhof aveva impedito la vista ininterrotta del monumento. In questa occasione l'obelisco è stato ruotato di 21° di modo che risultasse esattamente in asse con la Großbeerenstraße. Il sollevamento è stato eseguito con dodici martinetti idraulici, ciascuno con una pressione di 30 atmosfere e una capacità di sollevamento di 16 tonnellate. Dal 1888 ai piedi del Monumento è stato realizzato il Viktoriapark con una cascata artificiale alta 24 metri e un bosco che si ispira ai Monti dei Giganti. Fino al 1861, Kreuzberg apparteneva amministrativamente al bassopiano di Tempelhof, anche se, da un punto di vista geologico, si trovava sulle alture. Con la creazione della Grande Berlino è stato dato il nome di Kreuzberg al quartiere di recente formazione. Le strade nei dintorni portano quasi tutte il nome di battaglie e di generali delle Guerre Napoleoniche a eccezione della Kreuzbergstraße e Mehringdamm che si chiamava fino al 1947 Belle-Alliance-Straße.